# Record de France de natation messieurs du 100 mètres 4 nages
Le record de France de natation sportive messieurs pour l'épreuve du 100 mètres 4 nages concerne les records obtenus par les athlètes dans cette épreuve en bassin de 25 mètres.

## Bassin de 25 mètres
| Temps   | Athlète           | Naissance | Âge | Club                              | Compétition                | Lieu      | Date             |
| ------- | ----------------- | --------- | --- | --------------------------------- | -------------------------- | --------- | ---------------- |
| 55 s 51 | Xavier Marchand   | 1973      | 21  | Racing Club de France             |                            | Paris     | 26 mars 1994     |
| 54 s 87 | Xavier Marchand   | 1973      | 24  | Dauphins TOEC                     |                            | Paris     | 8 février 1997   |
| 54 s 47 | Lionel Moreau     | 1974      | 27  | CS Clichy 92                      | Championnats d'Europe (d)  | Anvers    | 15 décembre 2001 |
| 54 s 37 | Lionel Moreau     | 1974      | 27  | CS Clichy 92                      | Championnats d'Europe (f)  | Anvers    | 16 décembre 2001 |
| 54 s 14 | Romain Barnier    | 1976      | 29  | Cercle des nageurs d'Antibes      | Coupe du monde             | Stockholm | 18 janvier 2005  |
| 53 s 76 | Antoine Galavtine | 1985      | 22  | Stade français olympic Courbevoie | Coupe du monde (f)         | Stockholm | 13 novembre 2007 |
| 53 s 07 | Antoine Galavtine | 1985      | 22  | Stade français olympic Courbevoie | Championnats de France (f) | Nîmes     | 7 décembre 2007  |
| 52 s 72 | Antoine Galavtine | 1985      | 23  | Lagardère Paris Racing            | Championnats de France (f) | Angers    | 5 décembre 2008  |
| 52 s 16 | Florent Manaudou  | 1990      | 23  | Cercle des nageurs de Marseille   | Coupe du monde (f)         | Doha      | 20 octobre 2013  |
| 50 s 96 | Florent Manaudou  | 1990      | 23  | Cercle des nageurs de Marseille   | Championnats de France (f) | Dijon     | 7 décembre 2013  |
| 50 s 65 | Léon Marchand     | 2002      | 22  | Dauphins du TOEC                  | Coupe du monde (f)         | Shanghai  | 18 octobre 2024  |
| 49 s 92 | Léon Marchand     | 2002      | 22  | Dauphins du TOEC                  | Coupe du monde (f)         | Singapour | 31 octobre 2024  |